# Lilla Ulvsjön, Blekinge
Lilla Ulvsjön är en sjö i Olofströms kommun i Blekinge och ingår i Skräbeåns huvudavrinningsområde.